# The Commando
Biệt kích (tên Tiếng anh: The Commando) là một bộ phim hành động tội phạm của Mỹ năm 2022 do Asif Akbar đạo diễn và có sự tham gia của Mickey Rourke và Michael Jai White.
Nó được phát hành tại Mỹ vào ngày 7 tháng 1 năm 2022 bởi Saban Films.

## Diễn viên
- Mickey Rourke trong vai Johnny[1]: tù nhân mới được mãn hạn trở về, chủ nhân của số tiền 3 triệu đô dưới ngôi nhà của James Baker.
- Michael Jai White trong James Baker: Đội trưởng đặc vụ DEA, mắc phải hội chứng PTSD sau 1 lần làm nhiệm vụ.
- Mia Terry trong vai Jennifer: con gái James Bake
- Noa Maes trong vai Natalie: con gái James Bake
- Aris Mejias trong vai Lisa: vợ của James Bake
- Jeff Fahey trong vai Alexander: Cảnh sát trưởng địa phương nơi gia đình James Baker ở.
- Vincent E. McDaniel trong vai Reynolds: phó cảnh sát địa phương
- Brendan Fehr trong vai Sebastian: bạn của James Bake
- Gianni Capaldi trong vai Dominic: đàn em của Johnny.
- Donald Cerrone trong vai Ray: em trai Trey.
- Sam Tan trong vai Sean
- Matthew Van Wettering trong vai Matthew: em trai Johnny
- Cord Newman trong vai Rudy
- John Enos III trong vai Trey: bạn của Johnny
- Robel Taylor trong vai Tom: bạn của Jennifer
- Andrea Sherrill trong vai Dyana: bạn của Jennifer
- Desiree Geraldine trong vai Serafina: bạn của Jennifer
- Dominic J. Quintela trong vai Zico: bạn của Jennifer
- Nikki Hoard trong vai Tiến sĩ Burke / Nhà trị liệu DEA
- Robert J. Fox trong vai Cán bộ trại giam McDonald
- Tony Herbert trong vai Cán bộ trại giam Davis

## Nội dung
Một đội SWAT của DEA, do đặc vụ DEA ưu tú James Baker (Michael Jai White) dẫn đầu, tấn công phòng thí nghiệm ma túy của băng đảng Mexico. Những kẻ xấu bị tiêu diệt trong cuộc đọ súng sau đó, nhưng Baker đã vô tình giết chết ba con tin. Sau đó anh đã gặp ảo giác và ác mộng do PTSD gây ra, 1 hội chứng ám ảnh do việc giết hại những người vô tội, Baker được trở về nhà để hồi phục.
Lúc này, gia đình anh phát hiện ra một điều bất ngờ trong ngôi nhà của họ - một kho tiền trị giá 3 triệu USD. Baker sống cùng vợ Lisa (Aris Mejía) và hai cô con gái tuổi teen của họ, tình cờ thay ngôi nhà này lại chính là nơi tên tội phạm chuyên nghiệp Johnny (Mickey Rourke) cất giấu chiến lợi phẩm của mình. Gia đình Baker sớm phải đối mặt với mối nguy hiểm và mối đe dọa từ Johnny mới được ra tù. Hắn nhanh chóng đoàn tụ với những đàn em cũ của mình để lấy lại 3 triệu đô la, số tiền ăn trộm mà anh ta đã giấu trước khi bị bắt. Johnny cực bá đạo, ngay trước khi ra tù, hắn đã "xử đẹp" 3 bạn tù định gây khó dễ mình ngay trước khi hắn được trả tự do.
Đến một ngày, James và Lisa cùng nhau đi hưởng thụ 1 kỳ nghỉ cuối tuần yên tĩnh, để hai cô con gái của họ ở nhà một mình. Cô con gái út đã nhanh chóng tổ chức một bữa tiệc tại gia. Chính trong bữa tiệc này, những tên côn đồ của Johnny đã tiến hành xâm nhập ngôi nhà để tìm kho tiền của họ.
Johnny và đám đàn em của hắn sẽ làm bất cứ điều gì cần thiết để lấy lại số tiền, kể cả bắt con gái của Baker làm con tin. Và cuối cùng thì Baker đã quay trở về sau cuộc điện thoại cầu cứu của con gái anh. Baker đã không từ thủ đoạn nào để bảo vệ gia đình mình trước những tên tội phạm hám tiền. Johnny và đám đàn em đã bị giết và những con tin đã được cứu.
Một trong những điểm nổi bật là một học sinh trung học bị bắn khi đang đi tiểu và tè lên người kẻ giết mình.

## Sản xuất

### Thử vai
Vào tháng 9 năm 2020, có thông báo rằng Rourke đã được chọn tham gia bộ phim. Vào tháng 10 năm 2020, White cũng được xác nhận tham gia bộ phim.

### Quay phim
Những cảnh quay chính diễn ra ở New Mexico vào tháng 10 và tháng 11 năm 2020.

## Phát hành
Vào ngày 7 tháng 12 năm 2021, Saban Films đã phát hành đoạn trailer và ấn định ngày phát hành là ngày 7 tháng 1 năm 2022.